# Luiz Carvalho (fotógrafo)
Luiz Carvalho (Lisboa, 13 de Setembro de 1954) é um fotojornalista e arquitecto português.

## Biografia
Carvalho nasceu em Lisboa, mas as suas origens são da Beira-Alta. Frequentou o Liceu Padre António Vieira, licenciando-se mais tarde em arquitectura, na Escola Superior de Belas Artes, em Lisboa, em 1979.
Durante dez anos trabalhou como arquitecto na Direcção-Geral dos Edifícios e Monumentos Nacionais. Mais tarde, foi trabalhar para o semanário Expresso, onde foi editor multimédia e, durante 25 anos, editor de fotografia. Nos anos de 1980 foi também correspondente da Sipa Press, e colaborou com a Associated Press. Em 2012, passou a ter um programa semanal sobre fotografia, na TVI; posteriormente, também trabalhou na RTP3.
Em 2017, lançou a exposição de fotografia "O Rosto é Paisagem", onde se apresentaram imagens que o fotógrafo captou ao longo dos últimos 50 anos; foi inaugurada a 23 de Novembro, na Pequena Galeria, em Lisboa.

## Prémios
Luiz Carvalho recebeu o Prémio Gazeta de Jornalismo em 1991, promovido pelo Clube de Jornalistas. Em 2000, foi-lhe concedido um prémio pela Embaixada de Espanha em Lisboa e em 2005 recebeu um prémio Visão.